# Xanionotum wasmanni
Xanionotum wasmanni är en tvåvingeart som beskrevs av Schmitz 1928. Xanionotum wasmanni ingår i släktet Xanionotum och familjen puckelflugor. Inga underarter finns listade i Catalogue of Life.